# Ерейментау
Ерейментау (ранее Ерментау) (каз. Ерейментау) — город в Акмолинской области Казахстана. В 464 км от областного центра города Кокшетау. Административный центр Ерейментауского района. Код КАТО 114620100.
Город расположен в 156 км к северо-востоку от столицы республики города Астаны. Железнодорожная станция на Южсибе.
Основан в 1948 году как посёлок в связи со строительством железной дороги. Статус города с 1965 года.

## Население
| Численность населения | Численность населения | Численность населения | Численность населения | Численность населения | Численность населения | Численность населения | Численность населения | Численность населения | Численность населения |
| 1959                  | 1970                  | 1979                  | 1989                  | 1991                  | 1999                  | 2004                  | 2005                  | 2006                  | 2007                  |
| --------------------- | --------------------- | --------------------- | --------------------- | --------------------- | --------------------- | --------------------- | --------------------- | --------------------- | --------------------- |
| 10 999                | ↗15 276               | ↘15 134               | ↗15 973               | ↗16 100               | ↘15 087               | ↘12 452               | ↘12 250               | ↘11 996               | ↘11 897               |
| 2008                  | 2009                  | 2010                  | 2011                  | 2012                  | 2013                  | 2014                  | 2015                  | 2016                  | 2017                  |
| ↘11 577               | ↗12 518               | ↘12 133               | ↘11 616               | ↘11 287               | ↘10 835               | ↘10 451               | ↘10 086               | ↘9774                 | ↘9098                 |
| 2018                  | 2019                  | 2020                  |                       |                       |                       |                       |                       |                       |                       |
| ↗9124                 | ↗9128                 | ↗12 485               |                       |                       |                       |                       |                       |                       |                       |

## Экономика
Экономика города связана с добычей полезных ископаемых, производством стройматериалов, животноводством, машиностроением, ветроэнергетикой и прочим.
Имеются следующие предприятия:
- АО «Самрук-Энерго»;
- ТОО «Майлан КZ»;
- ТОО «Капитал-Кастинг»;
- АО «811 авторемонтный завод КИ»;
- Ерейментауская ВЭС (ТОО «ПВЭС»);
- ТОО «Кызылту»;
- ТОО «Завод Мега Бетон» (производство щебня);
- ТОО «ТМЗ Сервис»;
- КГП на ПХВ «Теплосервис»;
- КГП на ПХВ «Ерейментау Су Арнасы»;

В 2015 году в районе Ерейментау была открыта ветряная электростанция. В 2020 году в этом же регионе планировалось построить дополнительную ВЭС, однако в 2023 году при строительстве была выявлена растрата выделенных средств и начались судебные разбирательства.

## Образование
В городе действует агротехнический колледж № 8, 5 общеобразовательных школ, школа-лицей, 3 дошкольных учебных учреждения и 2 частных садика.

## СМИ
- Общественно-политическая газета «Ривер» на русском языке
- Общественно-политическая газета «Мир рекламы» на русском языке
- Общественно-политическая газета «Ерейментау ақпарат» на русском и казахском языках

## Культура
В городе имеются районный Дом культуры, краеведческий музей, городская библиотека, Дом детского творчества, спортивная и музыкальная школа.

## Здравоохранение
В состав городского здравоохранения города входят: городская поликлиника и центральная городская больница.

## Религия
Религиозная жизнь представлена преимущественно исламом и христианством (различных направлений), в городе имеются мечети и церкви.

## Транспорт и связь
Через город с востока на запад проходит Южно-Сибирская железнодорожная магистраль. Функционируют городские автобусные маршруты, а также 4 таксопарка. Услуги связи населению и промышленным предприятиям города предоставляются Филиалом АО «Казахтелеком» Ерейментауским РПУТ, АО «Транстелеком». 
АО «Казпочта» — национальный оператор почтовой связи Республики Казахстан предоставляет полный спектр почтовых и финансовых услуг в Ерейментауском районном узле почтовой связи.